# Chantal Schottelius
Chantal Schottelius é uma actriz portuguesa e modelo da agência beAmodel.
Chantal Schottelius fez o papel de Marcica Ulianov na série de televisão Morangos com Açúcar, em 2007 e 2008.
Em Abril de 2010, Chantal participou na publicidade para a Sumol, aparecendo em dois cartazes com uma bicicleta.